# Athyrma resecta
Athyrma resecta là một loài bướm đêm trong họ Erebidae.